# Byzantijnse tekst

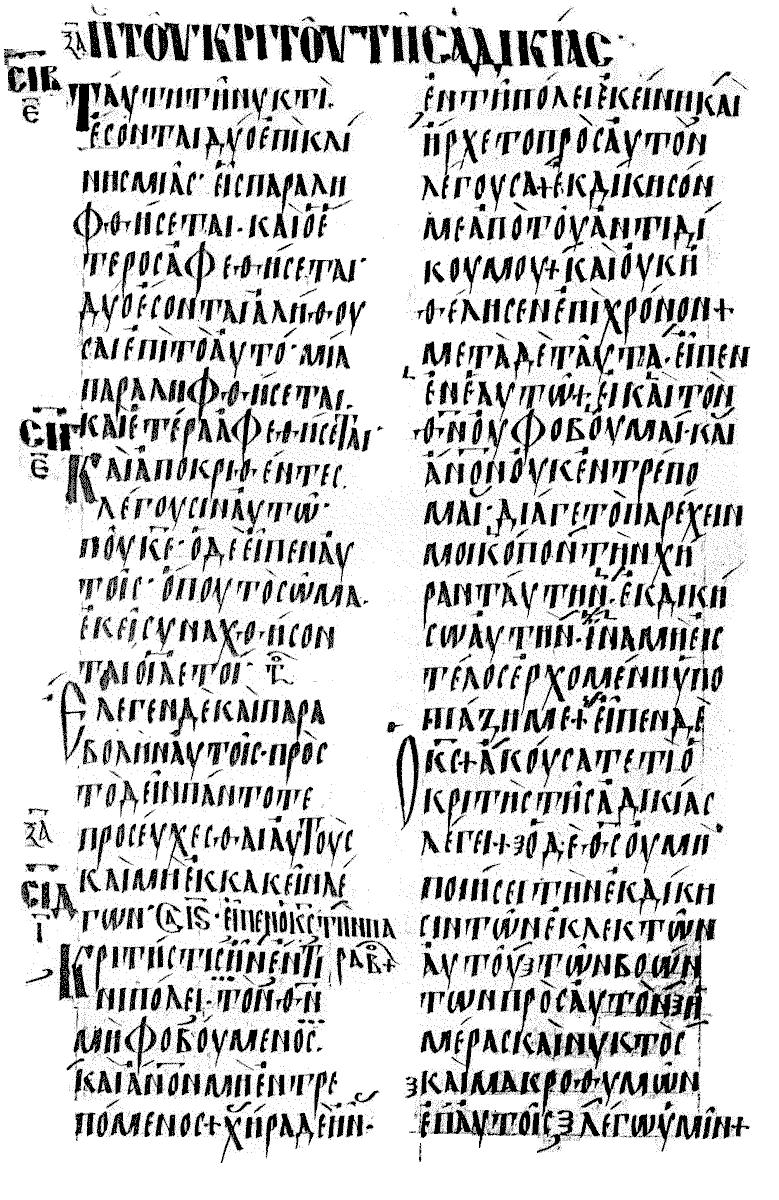
Codex Vaticanus

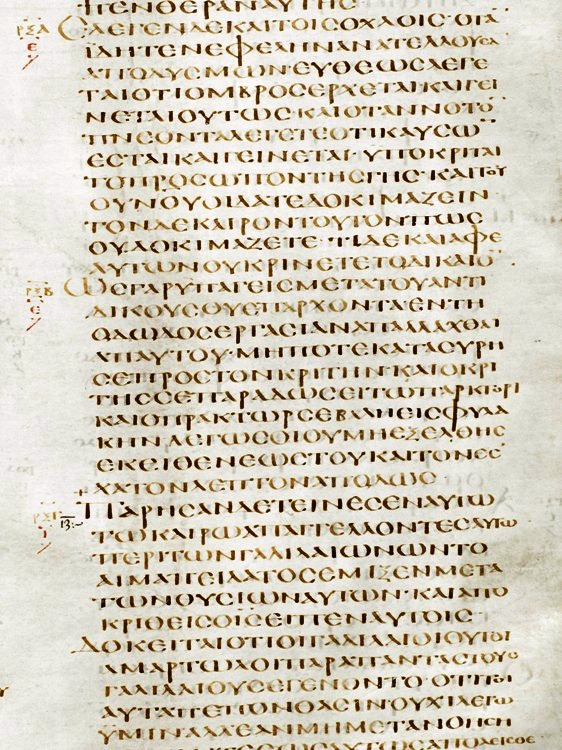
Codex Alexandrinus

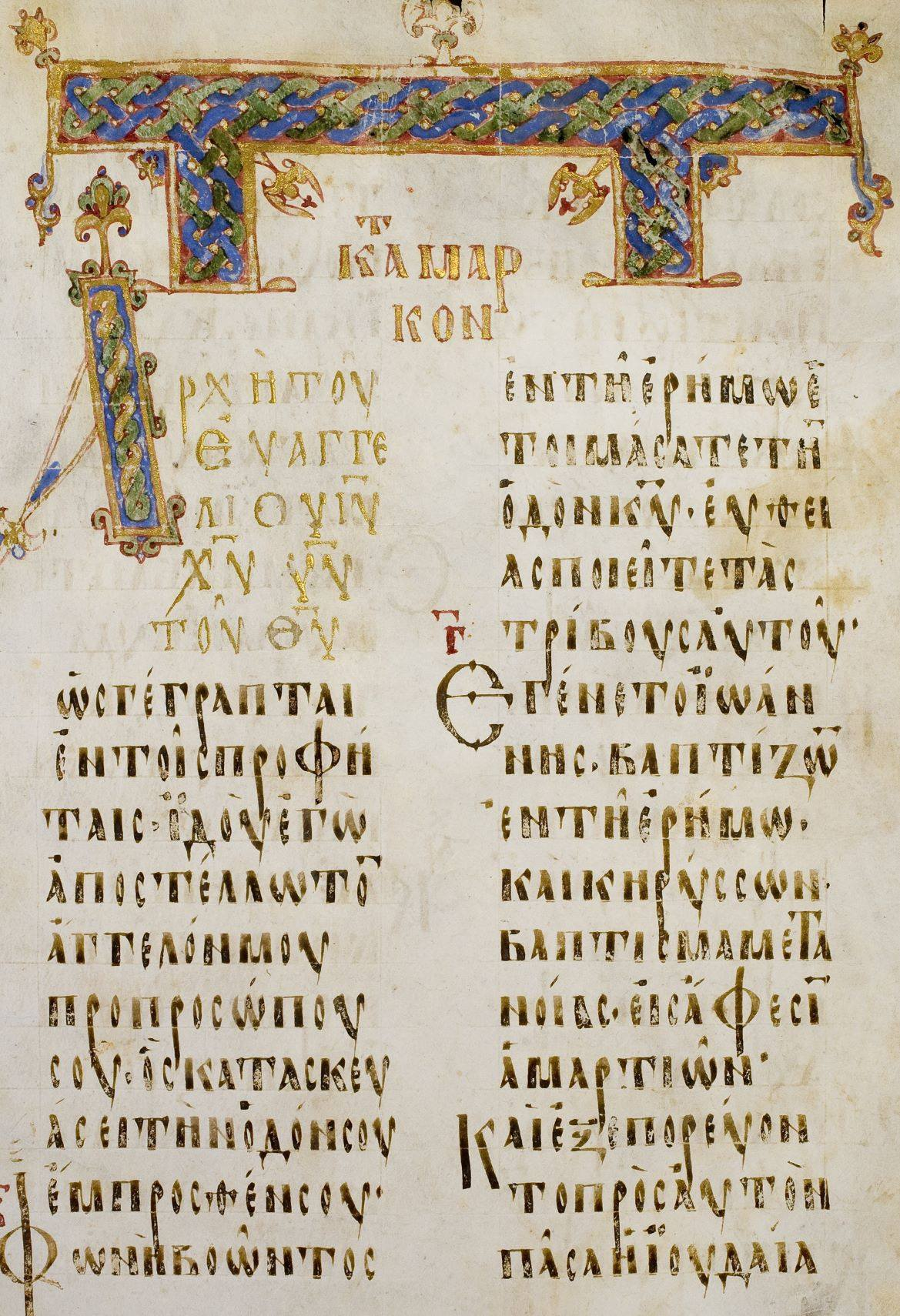
Codex Boreelianus

De Byzantijnse tekst is een van de drie of vier teksttypen of tekstclusters van de handschriften van het Nieuwe Testament. Hieronder staat een overzicht van een deel van de handschriften. De meeste handschriften uit deze groep zijn tussen de negende en vijftiende eeuw geschreven en vertonen onderling slechts weinig verschillen.
De Byzantijnse tekst geldt als gezaghebbende tekst van het Nieuwe Testament voor verschillende oosters-orthodoxe kerken.

## Overzicht
| Symbool  | Naam                      | Ouderdom | Inhoud                              |
| -------- | ------------------------- | -------- | ----------------------------------- |
| A (02)   | Codex Alexandrinus        | c. 400   | Evangeliën                          |
| C (04)   | Codex Ephraemi Rescriptus | 5e eeuw  | Evangeliën                          |
| W (032)  | Codex Washingtonianus     | 5e eeuw  | Matt 1-28; Luc 8,13–24,53           |
| P (024)  | Codex Guelferbytanus A    | 6e eeuw  | Evangeliën                          |
| Q (026)  | Codex Guelferbytanus B    | 5e eeuw  | Lucas–Johannes                      |
| 061      | –                         | 5e eeuw  | 1 Tim 3:15-16; 4:1-3; 6:2-8         |
| Ee (07)  | Codex Basilensis          | 8e eeuw  | Evangeliën                          |
| Fe (09)  | Codex Boreelianus         | 9e eeuw  | Evangeliën                          |
| Ge (011) | Codex Seidelianus I       | 9e eeuw  | Evangeliën                          |
| He (013) | Codex Seidelianus II      | 9e eeuw  | Evangeliën                          |
| L (020)  | Codex Angelicus           | 9e eeuw  | Handelingen, CE, Brieven van Paulus |
| V (031)  | Codex Mosquensis II       | 9e eeuw  | Evangeliën                          |
| Y (034)  | Codex Macedoniensis       | 9e eeuw  | Evangeliën                          |
| Θ (038)  | Codex Koridethi           | 9e eeuw  | Evangeliën (behalve Marcus)         |
| S (028)  | Codex Vaticanus 354       | 949      | Evangeliën                          |

Overige handschriften zijn: Papyrus 73, Codex Mutinensis, Codex Cyprius, Campianus, Petropolitanus Purp., Sinopensis, Guelferbytanus A, Guelferbytanus B, Nitriensis, Nanianus, Monacensis, Tischendorfianus IV, Sangallensis, Tischendorfianus III, Petropolitanus, Rossanensis, Beratinus, Laurensis, Dionysius, Vaticanus 2066, Unciaal 047, 049, 052, 053, 054, 055, 056, 061, 063, 064, 065, 0103, 0104, 0116, 0120, 0133, 0134, 0135, 0136, 0142, 0151, 0197, 0211, 0246, 0248, 0253, 0255, 0257, 0265, 0269 (gemengd), 0272, 0273 (?).

## Byzantijnse tekst enTextus Receptus
De Byzantijnse tekst wordt wel eens verward met de Textus Receptus (TR), de grondtekst van de Statenvertaling, de Luther Bijbel en de King James Version. Dit is echter onjuist. De TR is weliswaar grotendeels gebaseerd op (relatief late) Byzantijnse manuscripten, maar is ook schatplichtig aan de Latijnse Bijbelvertaling, de Vulgata. Er zijn in totaal 1838 verschillen tussen de meerderheidstekst en de TR. Waar de TR afwijkt van de meerderheidstekst, volgt de TR in veel gevallen de Vulgata.